# احمد فوزی (بازیکن فوتبال اهل مصر، زاده ۱۹۸۴)
احمد فوزی (انگلیسی: Ahmed Fawzy؛ زادهٔ ۱۰ فوریهٔ ۱۹۸۴) یک ورزشکار است.